# Dobré Pole
Dobré Pole är en ort i Tjeckien.   Den ligger i regionen Södra Mähren, i den sydöstra delen av landet, 210 km sydost om huvudstaden Prag. Dobré Pole ligger 184 meter över havet och antalet invånare är 401.
Terrängen runt Dobré Pole är platt åt sydväst, men åt nordost är den kuperad.Runt Dobré Pole är det ganska tätbefolkat, med 56 invånare per kvadratkilometer. Närmaste större samhälle är Mikulov, 7,8 km öster om Dobré Pole. Trakten runt Dobré Pole består till största delen av jordbruksmark.